# St Mary Somerset
St Mary Somerset war eine anglikanische Kirche im Londoner Innenstadtbezirk City of London.

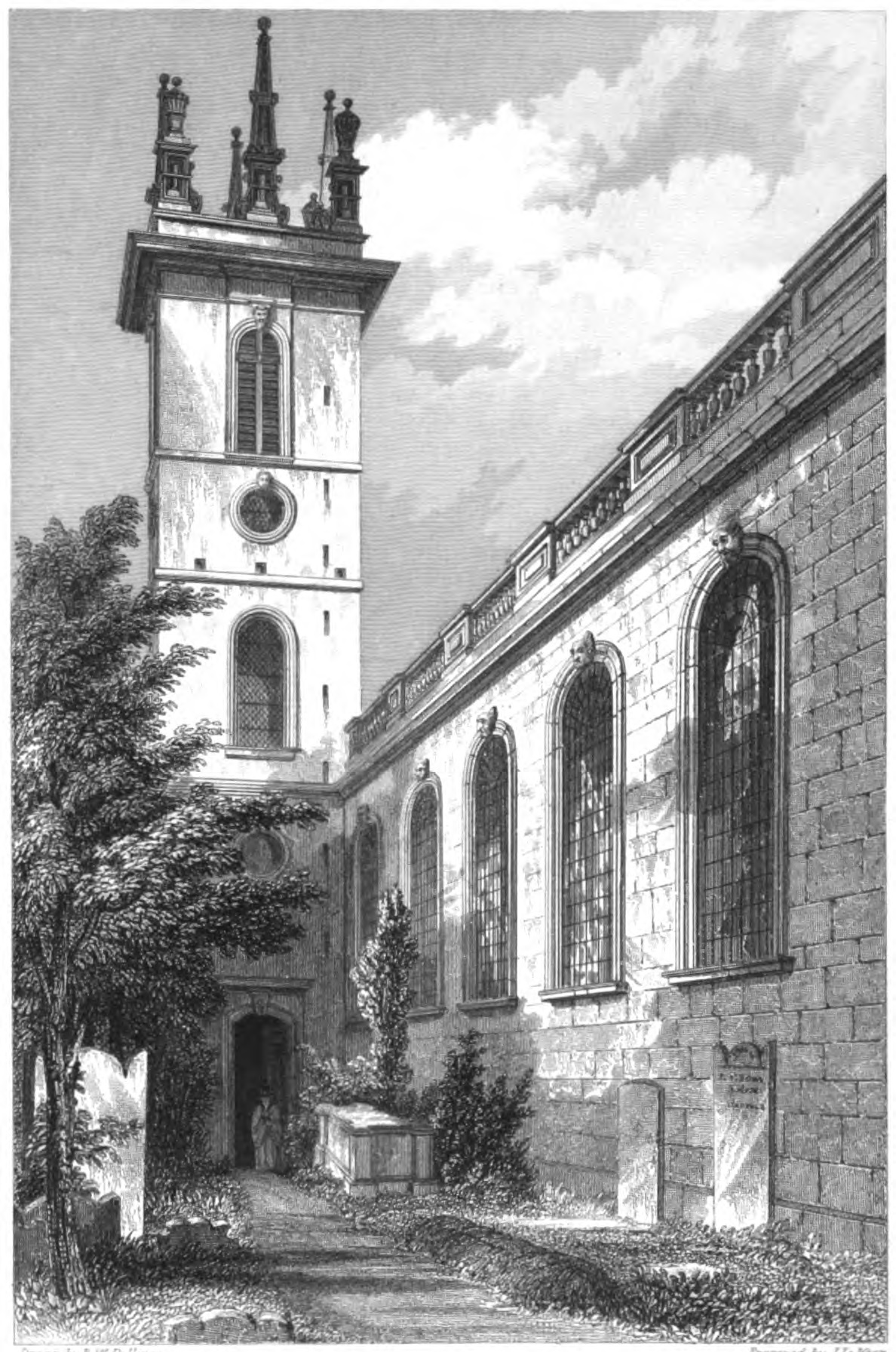
St Mary Somerset (1839)

## Geschichte

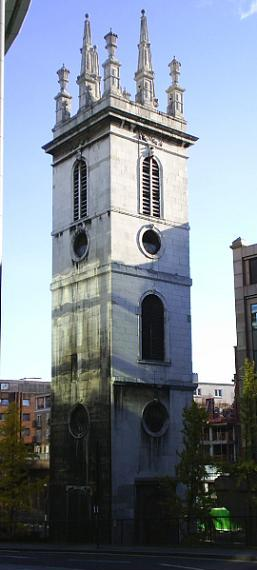
St Mary Somerset: Kirchturm

Die erstmals in einer Urkunde des 12. Jahrhunderts im Besitz von Hereford Cathedral gelistete Kirche wurde 1666 beim Großen Brand von London zerstört. Ihr 1686 begonnener Wiederaufbau durch den Architekten Christopher Wren wurde schon 1688 mit dem Ausbruch der Glorreichen Revolution unterbrochen und schließlich 1694 als eine der letzten der Wren-Kirchen abgeschlossen. Das 1860 verabschiedete Gesetz zur Reduktion der Zahl der Londoner Pfarrkirchen (Union of the Benefices Act) führte 1867 zur Zusammenlegung der Pfarrei mit der unmittelbar benachbarten St Nicholas Cole Abbey und 1871 zum Abbruch der Kirche. Lediglich der Kirchturm blieb auf Insistieren des Architekten Ewan Christian erhalten. Mit dem Verkaufserlös der Baumaterialien wurde die Kirche St Mary Hoxton gebaut, in die auch das Inventar übertragen wurde. Der Turm wurde laut Inschrift 1956 restauriert.

## Architektur
Von dem Kirchenbau Wrens, einer einfachen, flachgedeckten Saalkirche, hat sich nur der heute auf einer gärtnerisch gestalteten Verkehrsinsel stehende schlanke, in Portland Stone verkleidete und mit klarer Geschossgliederung und Rund- und Kreisfenster versehene Turmbau erhalten. Die acht nachgotischen Fialenaufsätze werden Nicholas Hawksmoor zugeschrieben.